# Еспино (Порторико)
Еспино (шп. Espino) град је у америчкој острвској територији Порторико, острвској држави Кариба.

## Демографија
По попису из 2010. године број становника је 1.270, што је 152 (-10,7%) становника мање него 2000. године.
| Група             | 2000.         | 2010.         |
| Белци             | 3 (0,2%)      | 7 (0,6%)      |
| Афроамериканци    | 56 (3,9%)     | 94 (7,4%)     |
| Азијати           | 0 (0,0%)      | 0 (0,0%)      |
| Хиспаноамериканци | 1.419 (99,8%) | 1.262 (99,4%) |
| Укупно            | 1.422         | 1.270         |